# Acacia feddeana
Acacia feddeana är en ärtväxtart som beskrevs av Hermann August Theodor Harms. Acacia feddeana ingår i släktet akacior, och familjen ärtväxter. Inga underarter finns listade i Catalogue of Life.